# Símbolo

Llevar un lazo en la solapa es una acción simbólica de apoyo a una determinada causa social, dependiendo del color del lazo. El lazo rojo, por ejemplo, simboliza el apoyo a la lucha contra el sida.

Un símbolo (del latín: simbŏlum, y este del griego σύμβολον,symbolon, compuesto de σύν-, "con", "conjuntamente", y ballein, "lanzar", "arrojar", "tirar", es decir, "arrojar juntos") es la representación perceptible de una idea, con rasgos asociados por una convención socialmente aceptada. Es un signo sin semejanza ni contigüidad, que solamente posee un vínculo convencional entre su significante y su denotado, además de una clase intencional para su designado.

Llamamos símbolo a un término, un nombre o una imagen que puede ser conocido en la vida diaria aunque posea connotaciones específicas además de su significado corriente y obvio.
Carl Gustav Jung.

Los grupos sociales suelen tener símbolos que los representan: existen símbolos referentes a diversas asociaciones culturales, artísticas, religiosas, políticas, comerciales, deportivas, entre otros.

## Etimología
Del latín symbŏlum, y este del griego σύμβoλoν, el símbolo es la forma de exteriorizar un pensamiento o idea, así como el signo o medio de expresión al que se atribuye un significado convencional y en cuya génesis se encuentra la semejanza, real o imaginada, con lo significado. Aristóteles afirmaba que no se piensa sin imágenes, y simbólica es la ciencia, constituyendo ambas las más evidentes manifestaciones de la inteligencia.

## Evolución
En las muchas etapas que componen la evolución, en la forma de comunicación humana, del desarrollo del lenguaje hablado a la escritura, los signos visuales representan la transición de la perspectiva visual, a través de las figuras y los pictogramas, a las señales abstractas. Sistemas de notación capaces de transmitir el significado de conceptos, palabras o sonidos simples.
Los signos y símbolos transmiten ideas en las culturas prealfabetizadas y prácticamente analfabetas. Pero su utilidad no es menor entre las verbalmente alfabetizadas: al contrario, es mayor. En la sociedad tecnológicamente desarrollada, con su exigencia de comprensión inmediata, los signos y símbolos son muy eficaces para producir una respuesta rápida. Su estricta atención a los elementos visuales principales y su simplicidad estructural, proporcionan facilidad de percepción y memoria.

## Características de los símbolos y signos
Los signos, símbolos, señales, iconos son entidades semióticas (es la disciplina que aborda la interpretación y producción del sentido con base en la comunicación) con propiedades diferenciadas. Un signo se da por la relación de lo designado, el designante y la representación; mientras que un símbolo es una representación gráfica que puede ser parte del signo.
Ambos transmiten ideas en las culturas prealfabetizadas o prácticamente analfabetas. Pero su utilidad no es menor entre las verbalmente alfabetizadas: al contrario, es mayor. En la sociedad tecnológicamente desarrollada, con su exigencia de comprensión inmediata, los signos y símbolos son muy eficaces para producir una respuesta rápida. Su estricta atención a los elementos visuales principales y su simplicidad estructural, proporcionan facilidad de percepción y de memoria.
En las muchas etapas que componen la evolución, en la forma de comunicación humana, del desarrollo del lenguaje hablado a la escritura, los signos visuales representan la transición de la perspectiva visual, a través de las figuras y los pictogramas, a las señales abstractas. Sistemas de notación capaces de transmitir el significado de conceptos, palabras o sonidos simples.
Entre signos y símbolos hay diferencias:
- Los signos pueden ser comprendidos por los seres humanos y, algunos (como los signos gestuales), incluso por ciertos animales; los símbolos son específicamente humanos.
- Los signos señalan; son específicos de un cometido o una circunstancia. Los símbolos tienen un significado más amplio. Los signos y símbolos, sin semejanza física con información que representan, poseen significados los cuales son analizados por un importante campo de estudio: la semiótica. Ésta trata la función de los signos en proceso de comunicación, como el lugar de los síntomas en el diagnóstico médico. En la comunicación, los signos y señales aparecen, en general, en estructuras similarmente ilógicas. A veces requieren planteamiento intuitivo que extraiga su sentido y que, por consiguiente, los haga susceptibles de interpretación creativa. Intuición, inspiración, resolución creativa de problemas..., como quiera que lo denominemos esta actividad no posee ninguna lógica, ningún patrón previsible. De la organización de signos inconexos surge la liberación de la lógica hacia el salto de la interpretación. Lo podemos llamar inspiración, pero es forma particular de inteligencia. Es la aptitud esencial de cualquiera que debe organizar información diversa y extraer un sentido de ésta.  Los símbolos pueden componerse de información realista, extraídas del entorno, fácil de reconocer, o también por formas, tonos, colores, texturas..., elementos visuales básicos que no guardan ninguna similitud con los objetos del entorno natural. No poseen ningún significado, excepto el que se les asigna. Existen muchas formas de clasificar a los símbolos; pueden ser simples o complicados, obvios u oscuros, eficaces o inútiles. Su valor se puede determinar según hasta donde penetran la mente pública en términos de reconocimiento y memoria. En teoría de la comunicación, un código es un conjunto de elementos que se combinan siguiendo ciertas reglas y que son semánticamente interpretables, lo cual permite intercambiar información. En este contexto las sociedades humanas se caracterizan principalmente porque, valiéndose de unidades sonoras significativa, lograr comunicarse a través del código más complejo las lenguas humanas o código lingüísticos.

### Usos de signos y símbolos
Los signos y símbolos se utilizan desde el principio de la Historia. Nunca han sido desplazados del todo por el lenguaje escrito. Como medio de comunicación, han mantenido sus propias variadas funciones, y se han hecho más útiles a medida que ha aumentado la demanda de comunicación inmediata. Los signos y símbolos nos ayudan a:
- Identificar sentimientos y a buscar liberación emocional en dicho conocimiento.
- Determinar las acciones adecuadas y el comportamiento aceptable.
- Diseñar edificios y conocer su significado.
- Identificar empresas y corporaciones.
- Representar a personajes.

A medida que abandonemos una época fundamentada en la cultura escrita y la imprenta, para entrar en un entorno dominado por la tecnología visual y auditiva, las reglas básicas de la comunicación cambiarán. Los símbolos y signos servirán en un futuro, como lo hicieron en el pasado. Valentina Maestre y Sergio Granados

## Estudio de los símbolos
Los símbolos pueden componerse de información realista, extraída del entorno, fácil de reconocer, o también por formas, tonos, colores, texturas, elementos visuales básicos que no guardan similitud con los objetos del entorno natural. No poseen ningún significado, excepto el que se les asigna. Existen muchas formas de clasificar los símbolos; pueden ser simples o complejos, obvios u oscuros, eficaces o inútiles. Su valor se puede determinar hasta donde penetra la mente en términos de reconocimiento y recuerdo.[cita requerida]

### Los signos
El interés por los signos ha dado lugar a un importante campo de estudio: la semiótica. Esta trata tanto la función de los signos en el proceso de comunicación, como el lugar de los síntomas en el diagnóstico médico.[cita requerida]

### Signos y señales
En la comunicación, los signos y señales aparecen, en general, en estructuras similarmente ilógicas. A veces requieren un planteamiento intuitivo que extraiga su sentido y que, por consiguiente, los haga susceptibles de interpretación creativa. Intuición, inspiración, resolución creativa de problemas..., como quiera que lo denominemos esta actividad no posee ninguna lógica, ningún patrón previsible. De la organización de signos inconexos surge la liberación de la lógica hacia el salto de la interpretación. Lo podemos llamar inspiración, pero es una forma particular de inteligencia. Es la aptitud esencial de cualquiera que debe organizar información diversa y extraer un sentido de esta.[cita requerida]

## Símbolos científicos y técnicos
En el ámbito científico y técnico, también se denomina símbolo a las abreviaciones constituidas mediante grafías o letras. Difieren de las abreviaturas por carecer de punto. Tal es el caso de los símbolos químicos (ej. C, O, H2O, C4H10),
símbolos matemáticos (ej. {\displaystyle \nabla ,\partial ,\int _{a}^{b},f(x)}), las unidades (ej. m, kg, cd), los puntos cardinales (ej. N, O), los símbolos de monedas (ej. $, €). Su fin fundamental es simplificar la escritura en la trasmisión de las ideas y el conocimiento.

## Símbolos nacionales
Los símbolos nacionales son aquellos que un país adopta para representar sus valores, metas, historia o riquezas y mediante los cuales se identifica y distingue de los demás, además de aglutinar en torno a ellos a sus ciudadanos y crear un sentimiento de pertenencia. Los símbolos nacionales por excelencia son la bandera y los colores nacionales, el escudo de armas y el himno. A ellos se añaden en ocasiones otros emblemas como puede ser una planta, animal u objeto asociado íntimamente con el país. Su tipología difiere en cada cultura constituyendo un interesante campo de estudio antropológico, pues aporta abundante información sobre las ideas, conceptos y valores más significativos de cada sociedad y época.

## Símbolos religiosos

Símbolos religiosos.

En las sociedades primitivas, los símbolos sirvieron para expresar las cualidades esenciales de sus creencias religiosas. A lo largo de la historia, la religión ha estado ligada a una serie de símbolos significativos.
En el Antiguo Egipto se practicó esta costumbre, así, simbólica es su escritura jeroglífica, su mitología, donde cada una de las divinidades representa un aspecto cultural, y aún sus manifestaciones artísticas. Igualmente en las formas exteriores de las religiones semíticas como la asiria y fenicia, en la hindú y en las indoeuropeas, como la greco-latina, impera el símbolo, pues en ellas se utilizó la representación de los fenómenos de la naturaleza, personificados en seres mitológicos, que terminaron por encarnar los valores morales de la sociedad.
Los judíos y los musulmanes prohíben las imágenes como símbolos de adoración. En lugar de ello, subrayan la palabra y la necesidad de una cultura escrita para la participación de la oración.

### Símbolos cristianos

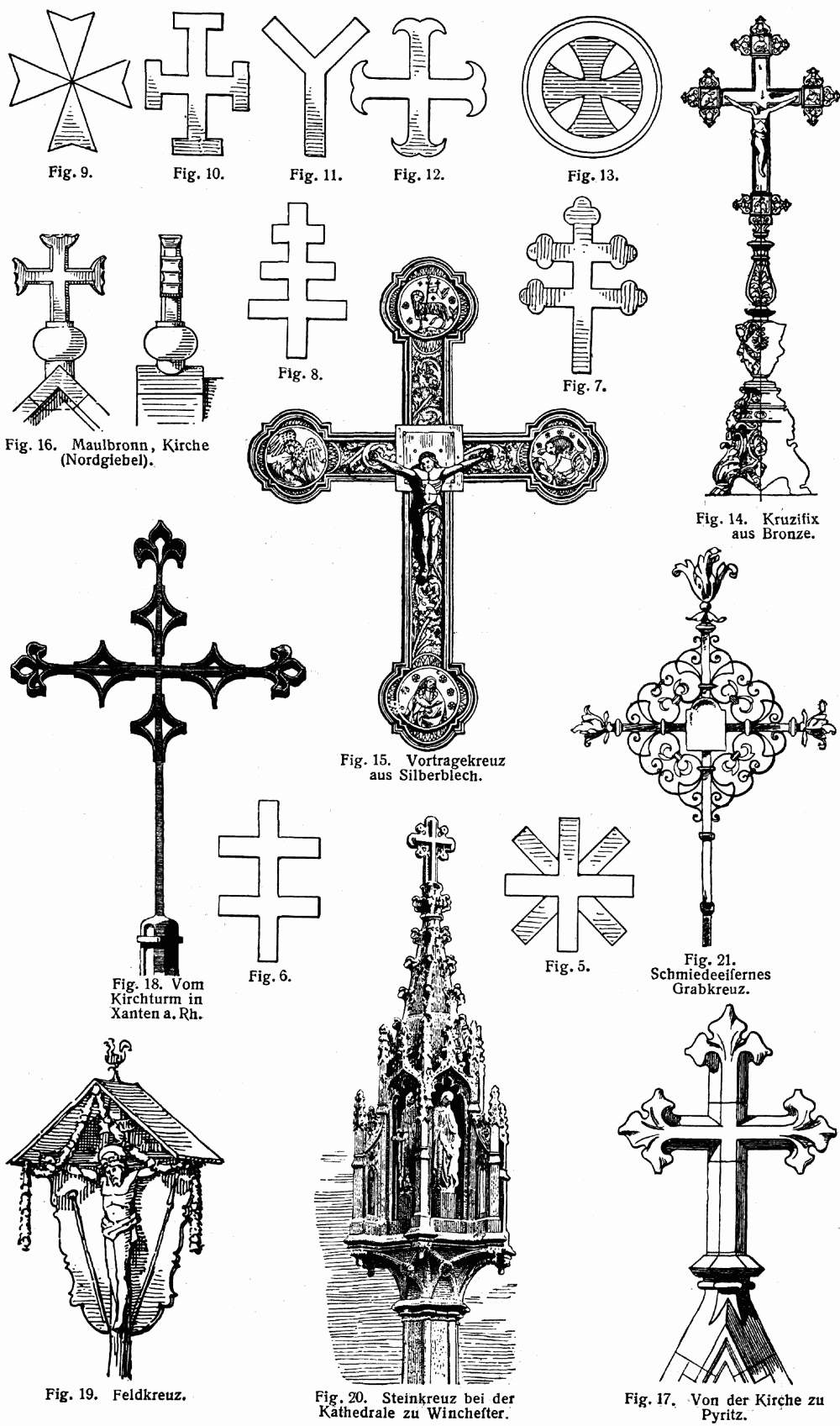
Diferentes representaciones del símbolo de la cruz.

Muchas representaciones de ideas abstractas mediante símbolos son de origen oriental.
Por San Clemente de Alejandría sabemos que los símbolos, que adornaban las catacumbas y que posteriormente se vieron reproducidos en la pintura y la escultura, ya eran utilizados por los cristianos en el siglo II, comúnmente adornando anillos, medallas, etc., con el propósito de reconocerse entre sí obligados al secreto que la persecución imponía a los primeros cristianos. Entre otros se empleaban símbolos de unión o reunión, como los peces de bronce o cristal encontrados en las catacumbas de Roma, que se entregaban a los bautizados para que los llevaran colgados del cuello. También era costumbre que los viajeros que habían recibido hospitalidad en una casa, rompieran un símbolo del que dejaban la mitad de modo que si volvían a visitarse, incluso sus descendientes, pudiera recordarse la hospitalidad; tal es el uso que debían tener muchas monedas partidas que con frecuencia suelen encontrarse.
Al margen de estos símbolos convencionales, tuvieron otros a los que la Iglesia dio mucha importancia, siendo el principal el símbolo de los Apóstoles, que pretendía proporcionar una sucinta guía al cristiano sobre las verdades reveladas, y para que los fieles pudieran mostrar una contraseña propia que los distinguiera de los herejes; de este modo si por cualquier causa cambiaban de congregación podían ser reconocidos como cristianos ortodoxos si evocaban el símbolo. La iglesia primitiva prohibía entregarlo por escrito para evitar que cayera en manos de los infieles, de modo que los creyentes debían aprenderlo de memoria.
El arte figurativo adoptó estos símbolos para representar, en ocasiones desprovistos ya de carácter religioso o mitológico, atributos o cualidades e incluso determinadas manifestaciones de la actividad humana, a los que fue añadiendo otros cuando fue necesario, si bien al principio deudores de las manifestaciones religiosas anteriores que constituían el patrimonio cultural común.

## Aproximación al símbolo desde lo filosófico

### Lo simbólico del arte en Hans Georg Gadamer
Indagar sobre la definición de símbolo desde la perspectiva hermenéutica que el filósofo alemán Hans-Georg Gadamer plantea en un apartado de su libro La actualidad de lo bello es establecer un diálogo con la etimología de la palabra y plantear relaciones con algunas de las vivencias griegas; es adentrarse al estudio semántico que pone en evidencia la influencia del filósofo Heidegger en su obra y reconocer los distanciamientos que hace al momento de interlocutar con los planteamientos del filósofo Hegel, cuando este define lo bello en el arte. Es así como Gadamer plantea que la esencia de lo simbólico es el autosignificado.[cita requerida]
Gadamer, al hacer una revisión etimológica de lo que quiere decir símbolo, llega a la antigua tradición de la tablilla y la relación entre el anfitrión y el huésped, pues cada uno conservaba parte de la tablilla y al momento de unirlas, los poseedores se reconocían como antiguos conocidos. Lo anterior representa el significado que símbolo tiene desde la lengua griega como tablilla de recuerdo. Este elemento es de gran importancia al momento de plantear lo relacionado con la experiencia de lo simbólico, pues "este individual-particular se representa como un fragmento del ser que promete complementar en un todo íntegro al que se corresponda en él". —Hans Georg Gadamer.
En este orden de ideas, Gadamer plantea que el otro fragmento existente, que siempre es buscado, logrará la completud total en lo propio, en el fragmento vital que se posee. Es así como la experiencia de lo bello es la evocación de un orden íntegro posible —Hans Georg Gadamer.
Con esta noción planteada, se hace la afirmación en la que se reconoce la obra de arte desde el mismo mensaje de integridad, para luego conceptualizar lo que constituye la significatividad de lo bello y del arte. De ahí, plantea que lo que se experimenta de un encuentro con el arte no es lo particular, más bien es la totalidad del mundo experimentable la que tiene lugar. Sin embargo hace la aclaración que esto no quiere decir que la expectativa indeterminada de sentido que hace que la obra de arte tenga un significado para nosotros pueda consumarse plenamente de su sentido total.  —Hans Georg Gadamer.
Es en este punto que retoma al filósofo Hegel, quien plantea lo bello en el arte como la apariencia sensible de la idea, esta se hace verdaderamente presente en la manifestación sensible de lo bello. Gadamer se distancia de lo anterior denominándolo como una seducción idealista, pues manifiesta que lo propuesto por Hegel no hace justicia a la auténtica circunstancia de que la obra nos habla como obra no como portadora de un mensaje —Hans Georg Gadamer. Por consiguiente, la idea de lo simbólico reposa sobre un juego de contrarios de demostración y ocultación. De ahí que la obra no se reduzca a la simplicidad de mero portador de sentido, pues el sentido de la obra radica en que la obra misma está ahí. Esto evidencia que la seducción idealista no toma en cuenta el juego que involucra la demostración y la ocultación, que posibilita que lo universal ocupe un lugar en lo particular sin que necesariamente este tenga que pronunciarse como universal. Es así como lo simbólico no remite al significado sino que representa el significado mismo.
Además de lo anteriormente planteado por Gadamer, este emplea el concepto de conformación por el de obra, manifiesta que la conformación "no es nada de lo que se pueda pensar que alguien lo ha hecho deliberadamente" —Hans Georg Gadamer. Este concepto le permite reforzar lo ya mencionado, en la dirección que le da a la conformación, pues esta se encuentra y existe así ahí, susceptible de ser hallada por cualquiera que se encuentre con ella.[cita requerida]
Es importante recordar la afirmación que Gadamer realiza al plantear que no es una mera revelación de sentido lo que se lleva a cabo en el arte, y es aquí donde retoma uno de los aportes del filósofo Heidegger cuando este le da al pensamiento la posibilidad de sustraerse al concepto idealista de sentido y de percibir la plenitud ontológica a la verdad que nos habla desde el arte en el doble movimiento de descubrir-desocultar, ocultamiento-retiro.

### El símbolo como expresión de múltiples sentidos en Paul Ricoeur
Paralelo a esto Paul Ricoeur en su texto Freud: una interpretación de la cultura —Ricoeur, P. introduce el estudio del símbolo a partir de la voz alemana traumdeutung compuesta por dos elementos: el sueño y la interpretación. Al esbozar, inicialmente, piezas generales sobre el sueño se observa que sobre este recae la interpretación, pues al ser una palabra que se abre a productos psíquicos requiere ser revelada, y para ello se precisa del psicoanálisis. El sueño se inscribe así en una región del lenguaje que se anuncia como lugar de significaciones complejas, donde otro sentido se da y se oculta a la vez en un sentido inmediato —Ricoeur, P. En esta línea, lo que en Gadamer se entiende como un juego de contrarios, de demostración y ocultación, obedece en Ricoeur a la doble región de sentido en la cual se instala el símbolo.
Al ser de doble sentido, el símbolo requiere de una interpretación que se relega al campo hermenéutico, la hermenéutica es conceptualizada por Ricoeur como la teoría de las reglas que presiden una exégesis, es decir, la interpretación de un texto singular o de un conjunto de signos susceptible de ser considerado como un texto —Ricoeur, P.; es por medio de la interpretación que el símbolo se inscribe en la filosofía del lenguaje, este último debe tenerse en cuenta como elemento fundante de los planteamientos filosóficos de Ricoeur para la interpretación del símbolo, lo cual se verá más adelante.
El trabajo que realiza Ricoeur descansa en la búsqueda del criterio semántico en la estructura intencional de doble sentido —Ricoeur, P. que tiene el símbolo, y en la necesidad de tener en cuenta esa estructura como el objeto de estudio de su investigación; dicho trabajo ha demandado observar el símbolo a partir de dos definiciones: una 'amplia' en la que la función simbólica es estudiada a partir de los planteamientos de Ernst Cassirer, gracias a los cuales Ricoeur hace una distinción entre símbolo y signo, a esta definición amplia se añaden tres 'zonas de emergencia': la fenomenología de la religión, lo onírico y la imaginación poética. La segunda definición es la  'estrecha' en la que el símbolo es visto a partir del nexo de sentido a sentido que provee la analogía.
En el trabajo de Ricoeur se precisan diversos elementos que permiten limitar los campos de acción del símbolo y de la interpretación, uno de esos elementos, de carácter fundamental, consiste en una definición concreta del símbolo, este como se dijo antes, se diferencia de lo que propone Cassirer, que correspondería, según Ricoeur más a signo, por su sentido unívoco, que al símbolo, que es de carácter doble o múltiple. En este orden de ideas el símbolo en Ricoeur es una expresión de doble o múltiple sentido que requiere un trabajo de interpretación que haga explícitos los múltiples significados que lo componen.
Respecto a las tres 'zonas de emergencia' hay dos que denotan una significación especial, las que tiene que ver con la imaginación poética y fenomenología de la religión, en esta última se anuncia un componente esencial en la investigación de Ricoeur: el lenguaje. El símbolo en la fenomenología de la religión está ligado a los ritos y a los mitos que constituyen el lenguaje de lo sagrado, los símbolos no se presentan como valores de expresión inmediata sino que están inscritos en el universo del discurso donde adquieren realidad simbólica, es entonces, por medio del lenguaje, y concretamente de la palabra, que la expresividad cósmica de la fenomenología de la religión se puede expresar. Así mismo, en la imaginación poética, que comprende la importancia de la imagen como vehículo o pretexto para dar fuerza verbal a la expresión, se imponen el lenguaje y palabra como medios para poder decir al símbolo. En este sentido, entendemos que es por medio del lenguaje que el símbolo puede hacerse real, entendiendo posibilidad de realización no realidad material, sino realidad expresiva.
Hace falta siempre una palabra para retomar el mundo y hacer que se vuelva hierofanía; del mismo modo el soñante en su sueño privado está cerrado a todos, no comienza a instruirnos sino cuando cuenta su sueño. Entonces es el poeta el que nos muestra el nacimiento del verbo tal como estaba enterrado en los enigmas del cosmos y la psique (…) Mostrar el símbolo en el momento en que la poesía pone al lenguaje en estado de emergencia—Ricoeur, P.